# Пустошь (Бабушкинский район)
Пустошь — деревня в Бабушкинском районе Вологодской области.
Входит в состав сельского поселения Миньковское (до 2015 года входила в Юркинское сельское поселение), с точки зрения административно-территориального деления — в Фетининский сельсовет.
Расстояние до районного центра села имени Бабушкина по автодороге — 76,5 км, до деревни Юркино по прямой — 14 км. Ближайшие населённые пункты — Аниково, Игрово, Свертнево.
По переписи 2002 года население — 15 человек.